# Lac Niouk
Le lac Niouk (en russe : Нюк, en finnois : Nuokkijärvi) est un lac d'eau douce de la république de Carélie, dans le nord-ouest de la Russie. 

## Description
Sa superficie est de 214–230 km2 et il comporte de nombreuses îles. Le lac fait partie du bassin du Kem.